# Микроглија
Микроглија је врста неуроглије (глијалне ћелије) која се налази у целом мозгу и кичменој мождини. Микроглија чини 10–15% свих ћелија које се налазе у мозгу. Као резидентне ћелије макрофага, оне делују као први и главни облик активне имунолошке одбране у централном нервном систему (ЦНС).
Микроглија (и друге неуроглије укључујући астроците) су распоређене у великим регионима који се не преклапају у целом ЦНС. Микроглије су кључне ћелије у целокупном одржавању мозга—оне непрестано траже у ЦНС плакове, оштећене или непотребне неуроне и синапсе и инфективне агенсе. Пошто ови процеси морају бити ефикасни да би се спречила потенцијално фатална оштећења, микроглија је изузетно осетљива чак и на мале патолошке промене у ЦНС. Ова осетљивост се делимично постиже присуством јединствених калијумових канала који реагују чак и на мале промене у екстрацелуларном калијуму.
Недавни докази показују да су микроглија такође кључна у одржавању нормалних функција мозга у здравим условима. Микроглија такође константно прати неуронске функције кроз директне соматске контакте и врши неуропротективне ефекте када је то потребно.
Мозак и кичмена мождина, који чине ЦНС, обично немају директан приступ патогеним факторима у циркулацији тела због низа ендотелних ћелија познатих као крвно-мождана баријера или КМБ. КМБ спречава већину инфекција да дођу до рањивог нервног ткива. У случају када се инфективни агенси директно уносе у мозак или прелазе крвно-мождану баријеру, микроглијалне ћелије морају брзо да реагују да смање упалу и униште инфективне агенсе пре него што оштете осетљиво нервно ткиво. Због недостатка антитела из остатка тела (неколико антитела је довољно мало да пређе крвно-мождану баријеру), микроглија мора бити у стању да препозна страна тела, прогута их и делује као ћелије које представљају антиген и активирају Т-ћелије.

## Подела и функција
Микроглијске ћелије могу се јавити у три облика: као мирујуће, активиране и фагоцитирајуће микроглије. Њихови различити облици рефлектују њихово функционално стање. У нормалним условима, оне су у мирујућој форми (слика 1) и карактеришу их ситно тело и многи разгранати наставци. Налазе се у рецепторима и местима за имунолошке и друге молекуле, помоћу којих прате статус нервног ткива.
Након повреде нервног ткива, сигнали ослобођени из повређених нервних ћелија иницирају процес активације микроглијских ћелија. Током активације, микроглија повлачи наставке и претвара се у амебоидни облик. Привучена сигналним факторима, она задовољава способност кретања кроз нервно ткиво, услед чега се бројне микроглијске ћелије окупљају на месту повреде где ослобађају сигналне молекуле. Ти сигнални молекули ће иницирати процес опоравка повређеног ткива.
Неке ћелије микроглије ће се даље диференцирати у фагоците, који имају способност да фагоцитирају оштећено ткиво и очисте место повреде. Тај „празан“ простор потом ће населити активирани астроцити, који ће својим сложеним наставцима формирати глијски ожиљак.

## Клинички значај
Микроглије су примарне имуне ћелије централног нервног система, сличне периферним макрофагима. Они реагују на патогене и повреде тако што мењају морфологију и мигрирају на место инфекције/повреде, где уништавају патогене и уклањају оштећене ћелије. Као део свог одговора, они луче цитокине, хемокине, простагландине и реактивне врсте кисеоника, који помажу у усмеравању имунолошког одговора. 
Поред тога, они су инструментални у решавању инфламаторног одговора, кроз производњу антиинфламаторних цитокина. Микроглија је такође детаљно проучавана због њихове штетне улоге у неуродегенеративним болестима, као што су Алцхајмерова болест, Паркинсонова болест, мултипла склероза, као и срчане болести, глауком и вирусне и бактеријске инфекције. Постоје акумулирани докази да имунолошка дисрегулација доприноси патофизиологији опсесивно-компулзивног поремећаја, Туретовог синдрома и педијатријских аутоимуних неуропсихијатријских поремећаја повезаних са стрептококним инфекцијама.

## Галерија
- Активација микроглије путем пуринергичке сигнализације.
- Микроглија и неурони.
- Микроглијске ћелије у здравом мишијем мозгу.